# Geschichte des Johanniterordens
| Flagge des Johanniterordens              | Flagge des Johanniterordens |
| ---------------------------------------- | --------------------------- |
| Flagge des Johanniterordens              |                             |
| Bruder Gerhard vom Hospital zu Jerusalem |                             |
| ~                                        |                             |
| Konvent des Johanniterordens             |                             |
|                                          |                             |
| Ordensburg Krak des Chevaliers           |                             |
|                                          |                             |
| Akkon (Altstadt und Hafen)               |                             |
|                                          |                             |

Der Johanniterorden entstand nach der Eroberung Jerusalems durch das Heer des Ersten Kreuzzuges im Jahre 1099 als Orden vom Hospital des Heiligen Johannes zu Jerusalem (lateinischer Name: Ordo Hospitalis sancti Johannis Ierosolimitani). Die Ordensgemeinschaft wurde auch Ritterlicher Orden Sankt Johannis vom Spital zu Jerusalem genannt, die Ritter wurden als Johanniter oder Hospitaliter bezeichnet.
Nach dem Untergang der Kreuzfahrerstaaten wurde der Sitz des Ordens zunächst 1291 von Akkon nach Zypern verlegt und 1309 nach Rhodos. In der Zeit auf Rhodos wurden die Ritter auch Rhodesier genannt. Nach der Eroberung der Insel durch die Osmanen ließ sich der Orden nach mehreren Zwischenstationen 1530 in Malta nieder. So entstanden die heute üblichen Bezeichnungen Malteser beziehungsweise Malteserorden für den katholischen Teil des Johanniterordens, dessen offizieller Name lautet: Souveräner Ritter- und Hospitalorden vom Heiligen Johannes von Jerusalem von Rhodos und von Malta. Im Jahr 1538, also fast zur selben Zeit, als der katholisch gebliebene Teil des Johanniterordens die Insel Malta erhielt, waren die Ritter der Johanniter-Ballei Brandenburg evangelisch geworden und damit entstand ein protestantischer Zweig des Ordens, der bis heute Johanniterorden genannt wird.

## Pilgerspital in Jerusalem
Der Orden ging aus einem 1048 erstmals erwähnten Pilgerspital, dem Muristan hervor, das von Kaufleuten aus Amalfi bereits lange vor dem ersten Kreuzzug gestiftet worden war. Dieses war Johannes dem Täufer geweiht, wovon sich der Name Johanniter ableitet. Pilger stellten einen bedeutenden Wirtschaftsfaktor dar, weshalb Schutz und Pflege derselben mittelbar allen Anrainern des Mittelmeerraumes zugutekam. Die Versorgung der Kranken wurde durch Ordensbrüder übernommen.
Aus der Zeit um 1160 ist der Bericht des Pilgers Johannes von Würzburg überliefert:

„… ist ein Hospital angeschlossen, welches in seinen verschiedenen Gebäuden eine Vielzahl von Schwachen und Kranken sammelt, pflegt und wiederherstellt, was einen hohen Kostenaufwand bedeutet. In der Zeit, in der ich selber dort war, betrug, wie ich von den dienenden Brüdern selbst erfuhr, die Zahl der Kranken bis an die zweimal Tausend. Sie waren so schwer von Krankheit geplagt, dass manchmal innerhalb eines vollen Tages mehr als 50 Tote hinausgetragen werden mussten. Aber immer und immer wieder kamen noch mehr hinzu. … Es entfaltete sich eine so unübersehbare Wohltätigkeit dadurch, dass Armen, welche um Brot baten, gegeben wurde, auch wenn sie außerhalb des Hauses blieben.“

Als Ordensgründer gilt der Selige Gerhard Tonque (um 1040–1120). Er war der Leiter der Spitalsbruderschaft, die das Pilgerhospital in Jerusalem betrieb, als der Erste Kreuzzug Jerusalem eroberte. In der Folgezeit gewann die Spitalsbruderschaft erheblichen Zulauf. Unter Raimund von Puy (1120–1160), der dem Ordensgründer nachfolgte, vollzog sich 1120 bis 1140 der Wandel von der Spitalbruderschaft zum geistlichen Ritterorden. Unter ihm weitete sich die Tätigkeit des Ordens von der Pflege und Beherbergung der Pilger schrittweise auch auf deren militärischen Schutz aus. Als Vorbild hierfür diente der junge Templerorden.

## Pilgerspital in Akkon
Nach Einnahme Akkons 1104 durch die Kreuzfahrer übernahmen die Johanniter als ihre Kommende ein Geviert südwestlich der großen Freitagsmoschee (zu der Zeit im Umbau/Abbruch für die neue Heilig-Kreuz-Kathedrale), das Ze'ev Goldmann als eine arabisch-fatimidische Karawanserei des 10. oder 11. Jahrhunderts identifizierte.
Im Jahre 1110 bestätigte Balduin I. von Jerusalem die Johanniter im Eigentum weiterer, ihnen gestifteter Bauten nördlich von Akkos Kreuzkathedrale. Auf die Schenkungen hin begannen zu Beginn des 12. Jahrhunderts die Johanniter ihre Kommende in Akko nördlich des ursprünglichen Gevierts des Hospitals. In den 1130er Jahren mussten beim Anbau des neuen Nordportals der Kreuzkathedrale benachbarte Johanniterbauten weichen, woraufhin die Ordensgemeinschaft den Standort nördlich der Kathedrale aufgab und Mitte des 12. Jahrhunderts seine Niederlassung weiter westlich um ein neues Ordenshaus erweiterte, was heute den Grand Manoir im Unterbau der heutigen Zitadelle darstellt. Älteste Nachricht dieses Baus stammt von 1141 aus der Zeit der Königin-Regentin Melisende von Jerusalem.

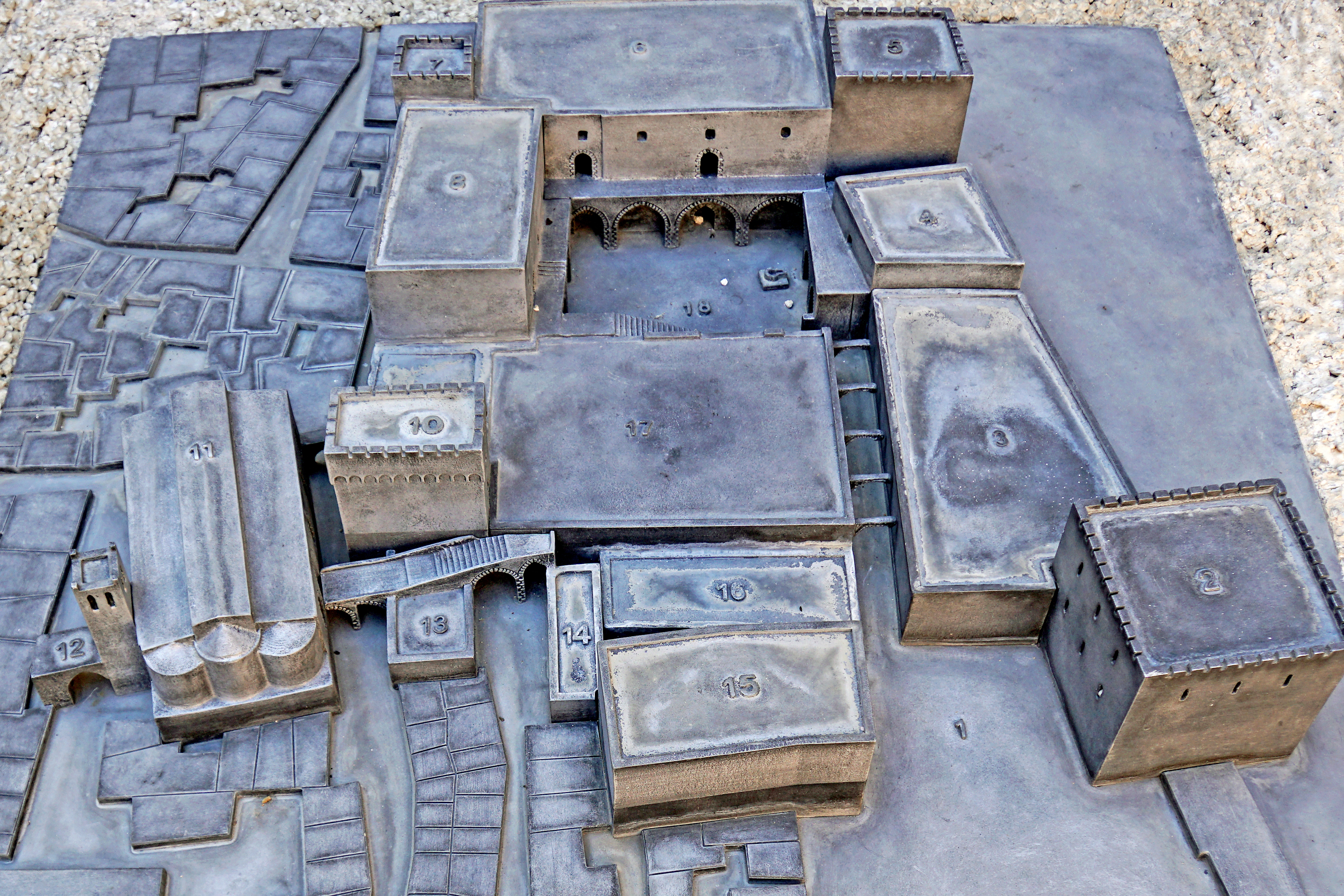
Modell der Kommende mit Johanniterkirche (li.) sowie Grand Manoir (re.), verbunden durch eine Brücke über eine Geschäftsstraße, Ansicht von Osten und Stand vor 1291

Als neue Nordseite des Hospitalhofes, südlich an einer Geschäftsstraße und nunmehr im Zentrum der sich beiderseits dieser Straße erstreckenden Kommende errichteten die Johanniter ihr Johannes dem Täufer geweihtes Gotteshaus, wenig westlich von der Kreuzkathedrale. Älteste Nachricht von dieser Johanniskirche stammt aus dem Jahre 1149.

## Aufbau des Ritterordens
Der Orden bestand damals aus Rittern, den Kirchendienst übernahmen Priester, mit der Krankenpflege waren auch nichtadelige Brüder betraut. Raimund selbst nannte sich noch Meister, der Titel Großmeister wurde erst 1267 von Papst Clemens IV. für Hugo von Revel bewilligt.
Zunächst trugen die Johanniter eine einfache schwarze Mönchskutte. Als der ursprüngliche Hospitaldienst immer mehr durch den bewaffneten Schutz von Pilgern und den Kampf in Kreuzzugsgebieten ergänzt wurde, trugen sie ab dem 13. Jahrhundert einen schwarzen Übermantel mit einem weißen Kreuz darauf, das in acht Spitzen endete. Neben den adeligen Ordensrittern dienten auch eine große Zahl Nichtadelige dem Orden. Die Hilfskräfte, die nicht dem Orden angehörten, wurden als „Sergeanten“ bezeichnet. Davon wurden die zum großen Teil nichtadeligen Sergeantenbrüder unterschieden, die die Ordensgelübde abgelegt hatten, aber nicht den Zugangsvoraussetzungen der Ritterbrüder genügten. Diese Sergeantenbrüder versahen den gleichen Dienst wie die Ritter, waren aber von Führungspositionen ausgeschlossen. Sie trugen eine andere Uniform und Ausrüstung, z. B. in der Frühzeit braune statt schwarze Mäntel.

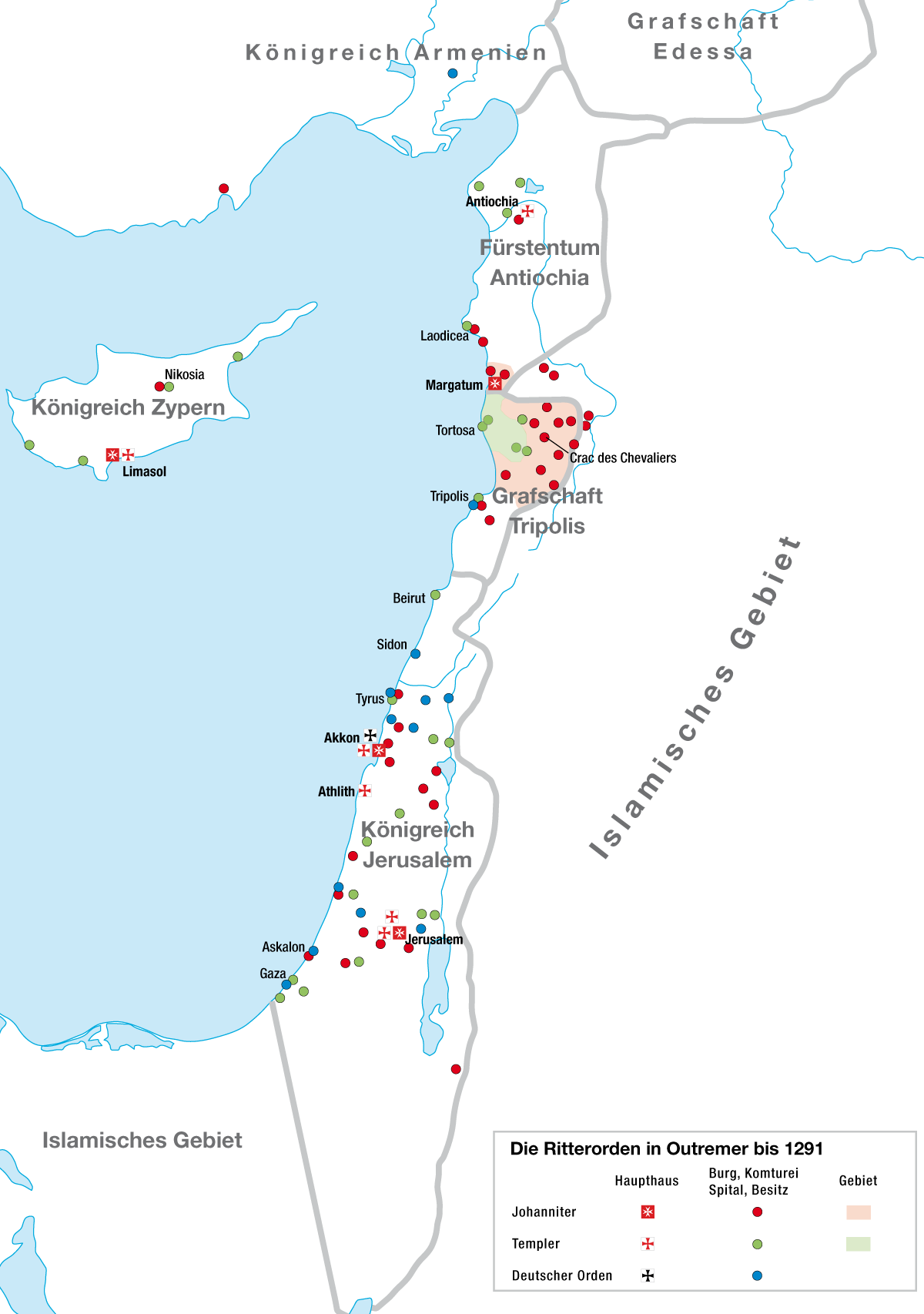
Niederlassungen der Ritterorden in Outremer bis 1291

Hatte der Orden bis dahin das Ziel, kranken Mitmenschen zu dienen, trat als zweiter Auftrag des Ordens die Bekämpfung des Unglaubens und der Schutz der Pilger hinzu. 1136 wurde den Johannitern erstmals eine Burg anvertraut, die im Jahr zuvor an der Straße von Askalon nach Jerusalem errichtete Burg Gibelin. In den 1140er Jahren wurden dem Orden weitere Festungen angedient. Graf Raimund II. von Tripolis verpflichtete sich ihm gegenüber, keinen Frieden ohne seine Zustimmung zu schließen. Imposante Zeugnisse der Geschichte des Johanniterordens im Heiligen Land sind die im 12. Jahrhundert errichtete Burg Belvoir in Israel, die 1142 übernommene Burg Krak des Chevaliers oder die 1186 in den Besitz der Johanniter gekommene Burg Margat (Qalaʿat al-Marqab) in Syrien. Bis 1187 erwarb bzw. baute der Orden insgesamt 25 Burgen in Outremer, davon 15 in Syrien und 10 im Königreich Jerusalem.
Ab Mitte des 13. Jahrhunderts wurde es üblich, dass die Ordenskämpfer in Kriegszeiten einen roten Mantel mit weißem Kreuz trugen. Die Johanniter trugen in ihren Siegeln zu dieser Zeit ein einfaches Kreuz in der Form des „Jerusalemer Kreuzes“, späterhin ein einfaches weißes Kreuz. In der Zeit von Rhodos wandelte sich diese Kreuzesform zu einem Kreuz mit eingekerbten Spitzen. Die aktuelle Form, die als Malteserkreuz bekannt ist, wurde tatsächlich erst in der Malteser Zeit zum typischen Emblem des Ritterordens. Seit 1262 war in den Statuten des Ordens festgelegt, dass nur Adelige als Ritter dienen durften, jedoch erst ab 1555 wurde Abkömmlingen von Familien muslimischen oder jüdischen Glaubens die Mitgliedschaft versagt.

## Internationalisierung
Die Krankenversorgung verschaffte der Hospitalbruderschaft große Bekanntheit. Bereits am 15. Februar 1113 erließ Papst Paschalis II. das Privileg Pia postulatio voluntatis, in dem der Orden von der Pflicht der Zehntabgabe entbunden und unter päpstlichen Schutz gestellt wurde. Seine Besitzungen in Europa und in Outremer wurden ihm bestätigt. Auch war die Bruderschaft in der Wahl ihres Vorsitzes freigestellt. 1117 wurde auch das Hospital selbst unabhängig. Als Ordensregel wählten die Johanniter die Augustinusregel. Stiftungen vieler Adeliger aus allen Teilen Europas mehrten das Vermögen und wurden auch zur Einrichtung von Stationen und kleineren Hospitälern auf den Pilgerwegen verwendet. Bari, Otranto, Tarent, Messina, Pisa, Asti und Saint-Gilles (Südfrankreich) wurden erwähnt. Zugleich erhielt die Bruderschaft die päpstliche Anerkennung. Mit dem Privileg „Christianae fidei religio“ vom 21. Oktober 1154 wurde der Orden durch Papst Anastasius IV. aus der bischöflichen Jurisdiktion herausgehoben und als Orden direkt dem Papst unterstellt. Mitarbeiter des Ordens als dienende Brüder hatten das Gelübde des Gehorsams abzulegen, als Ritter oder Priester dienende Mitglieder zusätzlich die Gelübde von Keuschheit und Armut, wobei letzteres lediglich den Verzicht auf Privateigentum bedeutete.
Ordensritter übernahmen auch die Verwaltung des Ordensbesitzes außerhalb des Mittelmeerraumes. Die Erlöse aus den Besitzungen wurden zum Teil an den Orden selbst abgeführt, zum Teil ermöglichten sie die Versorgung der Ritter vor Ort als Pfründe. Durch dieses System wurde die materielle Versorgung von Rittern möglich, die als nicht erbberechtigte Söhne über kein eigenes Vermögen verfügten und die dadurch nicht mehr gezwungen waren, zwischen einer rein militärischen oder einer kirchlichen Laufbahn zu wählen. Diese Verwalter hatten ein großes Interesse daran, dass die aus der Pfründe erwirtschafteten Vermögen nicht abgezogen wurden, sondern in der Pfründe verblieben. Der Interessengegensatz zwischen Ordenszentrale und lokalen Verwaltungen blieb auch weiterhin stets ein wesentliches Problem des Ordens.
Kaiser Friedrich I. „Barbarossa“ bestätigte 1156 dem Orden alle Besitzungen im Heiligen Römischen Reich. 1185 stellte er den Orden unter seinen Schutz und erließ ihm die Zahlung sämtlicher Steuern.
1206 wurden als nationale Zusammenschlüsse von Rittern sogenannte „Zungen“ gebildet. Innerhalb dieser Zungen bestanden (Groß-)Priorate, die wiederum in Balleien und Kommenden unterteilt waren. Eine Ballei fasste mehrere Kommenden eines (Groß-)Priorats zusammen. Bis zum Ende des 18. Jahrhunderts blieb diese Organisationsstruktur im Wesentlichen unverändert. Der Deutschen Zunge waren zeitweilig Deutschland, Österreich, Dänemark, Norwegen, Schweden sowie Böhmen, Ungarn und Polen zugeordnet.

## Ordensleitung in Akkon
1187 fielen Jerusalem und Akkon in die Hände des Sultans Saladin. Die Ayyubiden hielten Akkon, bis Kreuzfahrer es unter Führung von Richard Löwenherz in Kämpfen der Jahre 1189 bis 1191 zurückeroberten. Da die Kreuzfahrer zu der Zeit Jerusalem nicht hatten zurückgewinnen können, verlegte der Orden seinen Hauptsitz 1191 nach Akkon. 1224 waren die Johanniter dort so stark, dass ihnen die Verwaltung der Stadt übergeben wurde. Neben den Johannitern hatten Deutscher Orden, Lazarus-Orden und Tempelritter Ordenshäuser in Akko. Akkon wurde durch unterirdische Festungsanlagen verstärkt.

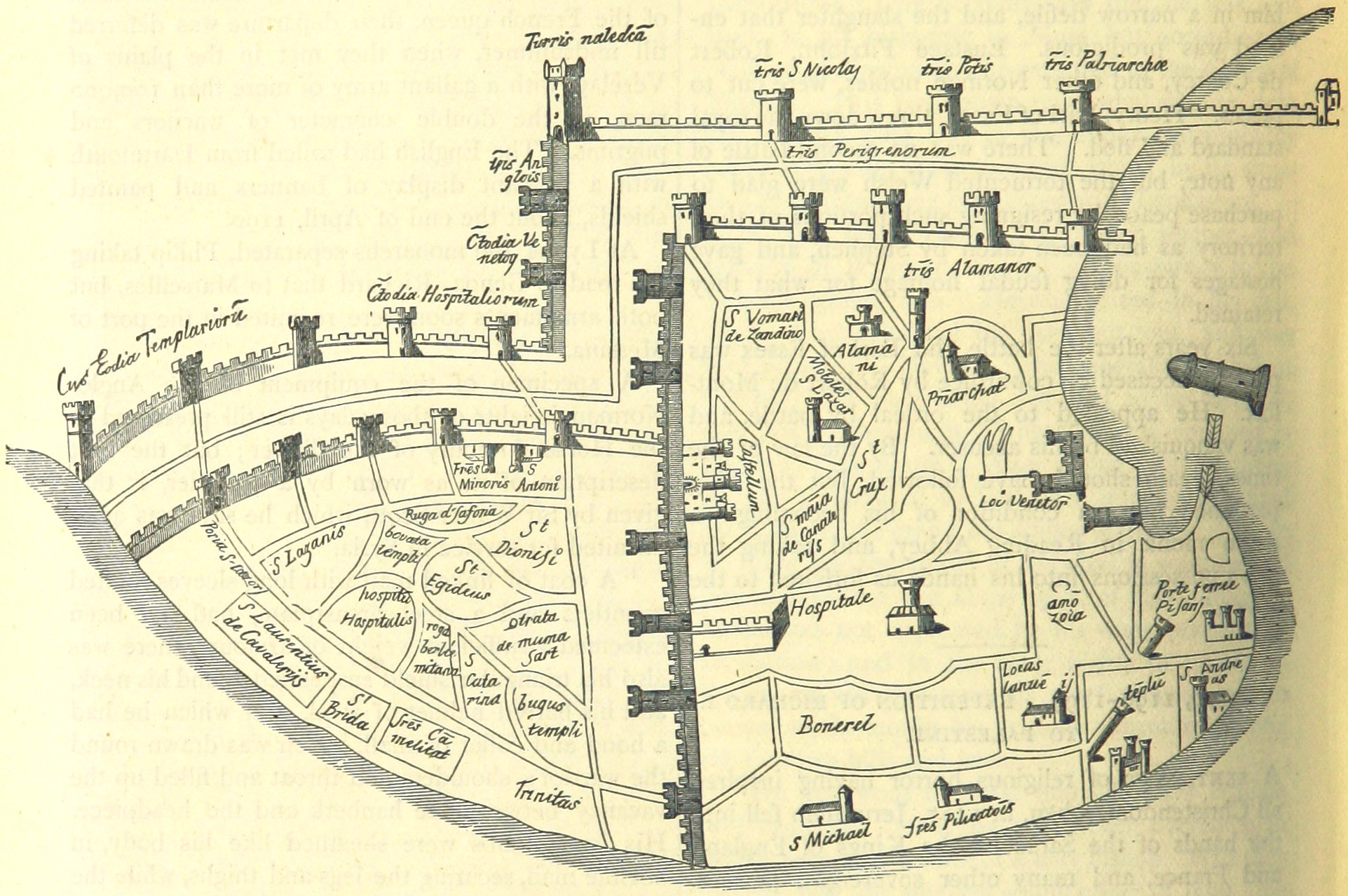
Neustadt Montmusard (li.) getrennt durch die alte Mauer von der Altstadt Akkos (re.), darin die Johanniterkommende (rechteckiger Block mit Eintrag Hospitale), geosteter Plan von Marino Sanudo d. Ä. (1260–1338)

Der Johanniterorden baute seine wiedererlangte Kommende nun in Etappen weiter aus, um auch die zentrale Ordensverwaltung und ab 1271 zudem den Großmeister dort unterzubringen. Die überwiegend französischsprachigen Zungen der Johanniter nannten ihre Hauptverwaltung auch Grand Manoir (Großes Herrenhaus).
Der nördliche Grand Manoir diente zwei wesentlichen Zwecken, er war Wohn-, Übungs- und Aufenthaltsort als Hospiz (in der Karte: hospitale) von Ritterbrüdern und Pilgern sowie der Ordensleitung. Von dort aus wurden sowohl die Aktivitäten bei der Verteidigung des Heiligen Landes als auch bei der Reconquista in Spanien gelenkt.
Mit dem endgültigen Fall Jerusalems am 23. August 1244 sowie der Schlacht von Gaza am 17. Oktober 1244 begann unter dem Großmeister Guillaume de Chateauneuf (1242–1258) der Rückzug aus dem Orient. Personell wurde der Orden sehr geschwächt. Als die ägyptischen Mamluken 1291 Akkon belagerten, standen deren – angeblich – 66.000 Kavalleristen und 160.000 Infanteristen gerade einmal 800 Ritter und 14.000 Fußsoldaten gegenüber. Mit dem Fall der Festung am 28. Mai 1291 und dem damit verbundenen endgültigen Verlust des Heiligen Landes für die Kreuzfahrer wurde zunächst Limassol auf Zypern neuer Hauptsitz des Johanniterordens.
Der Orden machte eine Phase der Orientierungslosigkeit durch. Mehrere Generalkonvente zwischen 1292 und 1294 brachten keine Ergebnisse. 1296 wurde der Papst darum gebeten, seiner Aufsichtspflicht dem Orden gegenüber nachzukommen. 1300 war Wilhelm von Villaret nur durch Zwang des Konventes dazu zu bewegen, als neuer Großmeister seinen Aufenthalt am Ordenssitz in Zypern zu nehmen.
Der ideelle Glanz der Kreuzzüge wich zunehmender Frustration und in Europa machte sich die Überzeugung breit, dass die Ritterorden ihre erhaltenen Zuwendungen nicht zweckentsprechend nutzten. Letzteres galt insbesondere für die Templer, deren Reichtum und Einfluss in keinem Verhältnis zu ihren Aktivitäten im Kampf gegen die „Feinde der Christenheit“ standen. Die Johanniter hätten wohl das Schicksal des Templerordens geteilt, wäre nicht Fulko von Villaret 1306 bis 1309 mit der Eroberung von Rhodos dem Vorwurf der Untätigkeit begegnet.

## Askalon
Während des Kreuzzugs der Barone 1239–1241 wurde die Stadt und Festung Askalon ein letztes Mal durch die Kreuzfahrer besetzt, wiederbefestigt und dem Hospitaliterorden übergeben. 1244 wurde sie erfolglos von den Ayyubiden belagert. Im Sommer 1247 begann eine Belagerung durch die Mamlucken, sie eroberten die Stadt am 15. Oktober 1247 und zerstörten sie weitgehend. Das Bistum Askalon wurde nach dem endgültigen Ende der Kreuzzüge 1291 bis zum II. Vaticanum als Titularbistum Ascalon vergeben.

## Banat von Severin (Ungarn)
König Béla IV. von Ungarn berief 1247 die Johanniter in die als Banat von Severin bekannte Mark, die sie danach für kurze Zeit beherrschten, verteidigten und besiedelten.

## Organisation

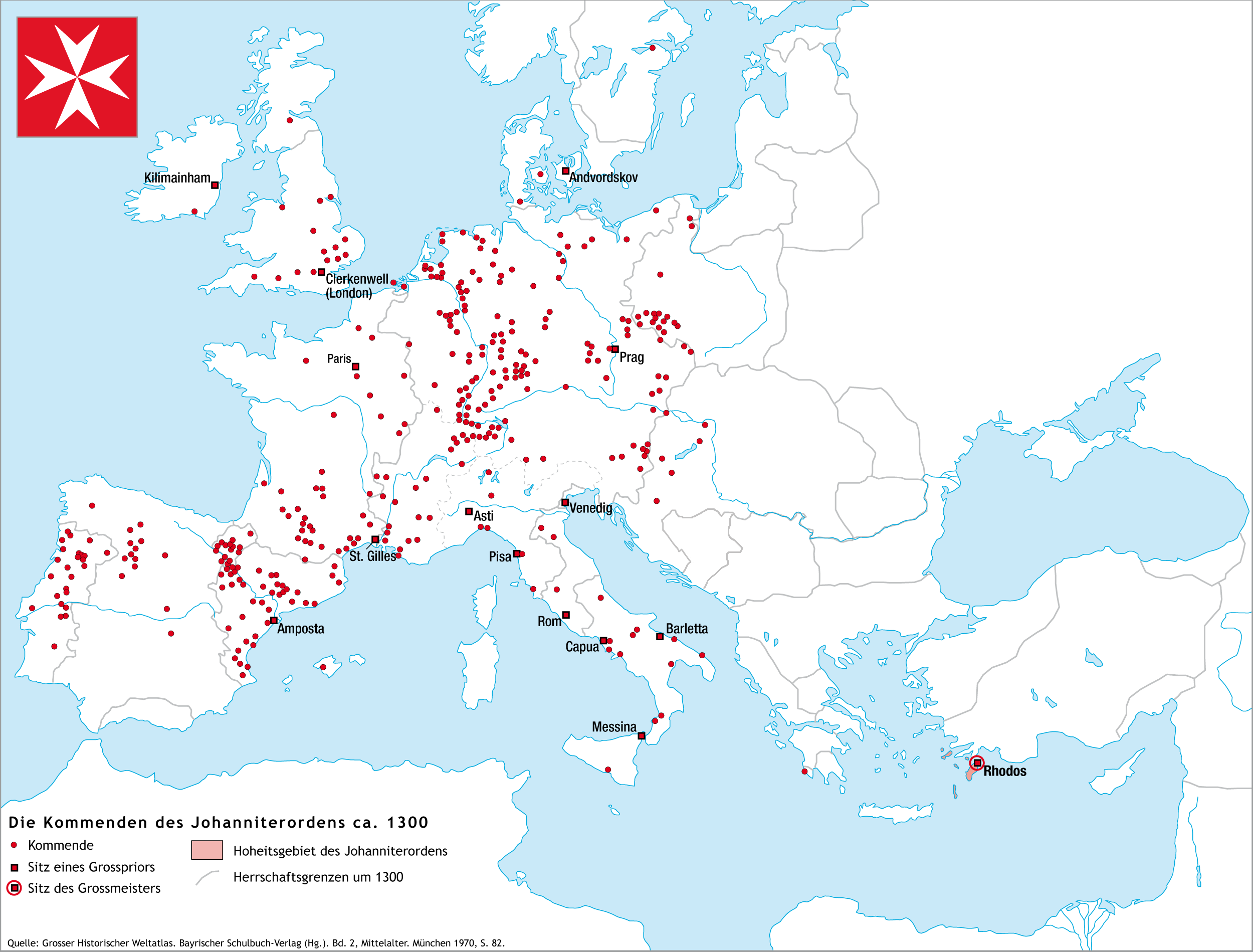
Die Niederlassungen des Johanniterordens in Europa um 1300

Ab den beginnenden 14. Jahrhundert wurden die Ordensritter in Zungen eingeteilt. Jeder Zunge war ein Teil der Befestigung auf Rhodos zur Verteidigung zugewiesen. Diesen Abschnitt musste jede Zunge ausreichend mit Rittern und Söldnern besetzen. Jede Zunge hatte dort ein eigenes Haus (Auberge), in dem sich ihre Angehörigen versammelten und die Mahlzeiten gemeinsam einnahmen. Auf Malta wurde später in ähnlicher Weise verfahren. Nicht zuletzt entrichteten die Zungen finanzielle Beiträge für die Verteidigung von Rhodos (ab 1530 Malta) gegen die Türken und für die Unterhaltung der Ordensflotte im Mittelmeer.
Zu jeder Zunge gehörte mindestens ein Großpriorat, das vom Großprior und dem von den Balleien und Kommenden beschickte Kapitel geleitet wurde. Diese waren für die Verwaltung des Ordensbesitzes, die Unterhaltung und Beaufsichtigung der caritativen Werke des Ordens (Hospitäler u. ä.) zuständig. Sie hatten auch die Vergabe von Pfründen, etwa Pfarreien, die dem Orden inkorporiert waren, zu besorgen.
Außerdem wählte jede Zunge ein Oberhaupt (Pilier) in den Ordensrat (Konvent). Jedes hohe Amt war dem Pilier einer Zunge zugewiesen
1. Zunge der Provence: umfasste den Süden Frankreichs, mit zwei Großprioraten in Toulouse und Saint-Gilles. Der Pilier war Großkomtur (zuständig für Schatzkammer, Magazine und das Arsenal).
2. Zunge der Auvergne: Zentralfrankreich, mit dem Großpriorat Bourganeuf. Der Pilier war Großmarschall (Befehlshaber der Infanterie).
3. Französische Zunge: Großpriorat Frankreich, umfasste Nord- und Westfrankreich; 1317 geteilt in die Großpriorate Aquitanien (in Poitiers), Champagne und Frankreich. Der Pilier war Großhospitalier.
4. Italienische Zunge: mit den Großprioraten Messina, Barletta, Capua, Rom, Pisa, Lombardei und Venedig. Der Pilier war Großadmiral (Befehlshaber der Ordensmarine).
5. Spanische Zunge, ab 1462 Zunge von Aragon: die Iberische Halbinsel, mit Großprioraten Amposta, Katalonien, Kastilien und Leon (bis 1462), Navarra, und Portugal (bis 1462). Der Pilier war Großkonservator (Vorstand der inneren Verwaltung).
6. Englische Zunge: mit den Großprioraten England, Schottland und Irland. Im Zuge der Reformation de facto aufgelöst, 1780 mit dem Großpriorat Bayern als Englisch-Bayerische Zunge wiedergegründet, später um Polen und Russland erweitert. Der Pilier war Turcopolier (Befehlshaber der Reiterei).
7. Deutsche Zunge (seit 1428): mit den Großprioraten Böhmen, Ober- und Niederdeutschland, Dacia (Dänemark, Schweden; durch die Reformation de facto aufgelöst), Polen und Ungarn (durch die Türkenkriege de facto aufgelöst). Der Pilier war Großbailli (Oberaufseher der Festungswerke).
8. Zunge von Kastilien-Leon und Portugal (seit 1462): die Großpriorate Kastilien-León und Portugal. Der Pilier war Großkanzler (Oberrichter).

## Aufhebung des Templerordens
Mit Aufhebung des Templerordens (1312) verfügte der Papst Clemens V. mit der Päpstlichen Bulle Ad providam am 2. Mai 1312 die Übertragung des Besitzes der Templer auf die Johanniter. Dieses bescherte den Johannitern zwar zusätzliche Besitzungen in Europa, aber auch entsprechende Auseinandersetzungen mit lokalen Rivalen um diese Güter.

## Johanniterorden in Deutschland
- Johanniterorden – Balley Brandenburg (protestantisch):

- Malteserorden – Großpriorat Deutschland (katholisch):

Die Besitzungen des Johanniterordens in Deutschland waren erheblich geringer als in anderen Zungen. 1154 gründeten die Johanniter ihre erste Niederlassung auf deutschem Boden vor den Mauern der Stadt Duisburg, wo sie die Duisburger Marienkirche errichteten. Mit zu den ältesten Ordenshäusern (1162 gegründet) in Deutschland gehört die Komturei im Eifelstädtchen Adenau. Albrecht der Bär schenkte 1160 dem Johanniter-Orden die Kirche zu Werben und sechs Hufen Land. 250 Jahre lang war Werben Sitz der Ordensregierung für Brandenburg, Pommern und die Wendenlande. Von dort aus ging die Expansion beispielsweise im westlichen Mecklenburg über die Priorei Sülsdorf zur Komturei Kraak. Seit 1290 wird die Malteserkomturei in Herrenstrunden erwähnt, die 1328 Ordens-Ballei und damit Mittelinstanz für die Verwaltung der Ordensprovinz wurde. Nach dem Verbot des Templerordens 1312 wurden durch Vertrag von Kremmen am 23. Januar 1318 von Markgraf Waldemar von Brandenburg die Besitzungen der Templer in Brandenburg den Johannitern übertragen. Dazu gehörte zum Beispiel die Komturei Tempelhof, die sie schon 1435 an die Städte Berlin/Cölln verkauften.
Von 1505 bis 1806 war der Sitz des deutschen Großpriorats des katholischen Malteserordens in Heitersheim, der Sitz des evangelischen Johanniterordens war bis 1811 in Sonnenburg.

## Rhodos
| Die Stadt Rhodos       | Die Stadt Rhodos |
| ---------------------- | ---------------- |
|                        |                  |
| Der Orden als Seemacht |                  |
|                        |                  |
|                        |                  |

Nach Auseinandersetzungen des Ordens mit dem König von Zypern fasste der damalige Großmeister Fulko de Villaret 1306 den Plan, das von Byzanz nur schlecht verteidigte Rhodos zu erobern, was 1309 dann auch gelang. Über 200 Jahre herrschten die Johanniter über die Insel. Rhodos wurde stark befestigt und ein mächtiger Großmeisterpalast errichtet. Die Ritter verteidigten die Insel gegen diverse Angriffe, unter anderem der Ägypter unter Dschakmak. Streitigkeiten, hohe Kreditforderungen für den Ausbau von Rhodos und Probleme mit der Rekrutierung neuer Ritter führten allerdings dazu, dass die Kreuzzugaktivitäten vorübergehend vernachlässigt wurden. An die Stelle der Wiedereroberung Jerusalems trat die Verteidigung des Mittelmeers gegen islamische Truppen als neue Aufgabe des Ordens. Die Johanniter bauten eine starke Galeerenflotte auf, die einen bedeutenden Machtfaktor im östlichen Mittelmeerraum darstellte. 1344 waren die Johanniter Teil einer Kreuzzugsliga, die die Hafenstadt Smyrna von den aydınschen Türken eroberte. Der Hafen von Smyrna blieb bis 1402 unter der Kontrolle des Ordens. Man geriet jedoch in die widerstreitenden Handelsinteressen Venedigs, Genuas sowie des Papstes, was sich lähmend auswirkte.
Während der Amtszeit des Großmeisters Johann von Lastic (1437–1454) erschienen 1440 und 1444 ägyptische Flotten vor Rhodos. Eine Belagerung der Hauptstadt im Jahre 1444 konnte erfolgreich abgewiesen werden. Auch die 1480 erfolgte Belagerung der Stadt Rhodos durch das über 70.000 Mann starke Heer des Osmanensultans Mohammed II. hielt der Orden unter Großmeister Pierre d’Aubusson (1476–1503) glücklich aus. Die Ordensritter mussten erst am 22. Dezember 1522, nach sechsmonatiger Verteidigung gegen die Truppen Sultans Süleyman des Prächtigen kapitulieren. Augenzeugenberichte belegen, dass die überlebenden Ritter und ihr Großmeister Philippe de Villiers de l’Isle-Adam nach dieser Belagerung freien Abzug erhielten.

## Heimbacher Vergleich
Die finanziellen Belastungen durch den Ausbau von Rhodos zwangen den Orden, Besitzungen in Osteuropa zu verkaufen. Diese Verkäufe waren für die Ordensbrüder, die für deren Verwaltung dort eingesetzt waren, eine harte wirtschaftliche Einbuße. Die Befürchtungen der norddeutschen Ritterbrüder, die sich aus der Veräußerung einiger Ordensgüter ergeben hatten, führten 1382 zum Vergleich von Heimbach mit dem deutschen Großprior. In diesem Vertrag, den das Generalkapitel des Johanniterordens bestätigte, errang die Balley Brandenburg weitgehende Autonomie. So durften ihre Ritter ihr Oberhaupt, den Herrenmeister, frei wählen. Auch veränderte sich maßgeblich die Höhe der Zahlungen an die Ordenszentrale auf Rhodos und später auf Malta. Dieser Selbständigkeit im Orden stand eine enge Verbindung mit den Kurfürsten von Brandenburg gegenüber.

## Malta
Nach dem Verlust von Rhodos war der Johanniterorden zunächst ohne eigenen zentralen Sitz und ohne Basis für seine eigentlich im Heiligen Land liegende Hauptaufgabe. Die geflüchteten Ritter ließen sich zum Teil auf Kreta nieder oder zogen sich auf die sonstigen Besitzungen des Ordens in Europa zurück.
1530 übergab Kaiser Karl V. die Inseln Malta und Gozo sowie das 1509 von Spanien eroberte Tripolis den (katholischen) Rittern als Lehen. In der Folgezeit bürgerte sich die Bezeichnung Malteserorden für den katholisch gebliebenen Teil des Johanniterordens ein. Die Insel Malta war unterentwickelt und militärisch schlecht gesichert. Von Malta aus boten sich den Rittern aber Seeoperationen an. Die Malteserritter bauten eine Flotte von Kriegsgaleeren auf, mit der sie erfolgreich die Handelsschiffe der muslimischen Staaten am Mittelmeer plünderten. Damit trugen sie wesentlich zur Finanzierung des Ausbaus der Anlagen auf Malta bei, allerdings zogen sie auch die Aufmerksamkeit der Heimgesuchten auf sich. 1551 ging Tripolis an den türkischen Korsaren Turgut Reis verloren und 1565 wurde auch Malta von den Osmanen angegriffen. Die Malteser konnten sich in der für beide Seiten äußerst verlustreichen Belagerung knapp behaupten.
Die „Umzüge“ sowie die Verteidigung seiner Besitzungen im Mittelmeerraum wie auch der Schutz der christlichen Handelsschiffe durch die Flotte der Malteser zehrten wiederum stark am Vermögen des Ordens.

## Reformation
Zu dieser Zeit wurde der Orden auch durch die Vorgänge im Zuge der Reformation sowohl materiell als auch personell geschwächt. Die englische Zunge hörte mit der Abspaltung der Anglikanischen Kirche 1534 fast auf zu existieren und auch die deutsche Zunge wurde deutlich geschwächt. Die durch den Heimbacher Vergleich weitgehend unabhängige Ballei Brandenburg nahm im Zuge der Reformation die protestantische Konfession an. Eine formelle Trennung der Ballei vom Orden erfolgte jedoch nicht. Die Ballei zahlte weiterhin Subsidien und zeigte die Erwählung von Herrenmeistern dem Orden an.
Die weitere Geschichte des Johanniterordens ist im Artikel Johanniterorden, und die weitere Geschichte des Malteserordens ist im Artikel Souveräner Malteserorden ausgeführt.